# Berlinmissionssällskapet
Berlinmissionssällskapet var ett missionssällskap, grundat 1824.
Sitt första verksamhetsfält erhöll sällskapet 1834 i Sydafrika, varpå följde Kina (Kantonprovinsen och Qingdao) 1882 samt Tyska Östafrika 1891. I Tyska Östafrika avbröts arbetet genom första världskriget men återupptogs 1925. Under andra världskriget upphörde missionsverksamheten i Tanganyika och övertogs av Svenska kyrkans mission. Kina fortsatte missionsverksamheten fram till Kinesiska revolutionen.